# Bert Kuizenga
Bert Kuizenga (Emmeloord, 29 april 1955) is een Nederlands televisiepresentator, acteur en revueartiest.

## Biografie
Kuizenga is een zoon van Groningse ouders die naar de Noordoostpolder trokken. Het gezin woonde aan een van de oudste straten van Emmeloord: de Zeeasterstraat. Na de lagere school ging Kuizenga naar het CSG (tegenwoordig Emelwerda College) in Emmeloord en deed een opleiding in Zwolle. Zijn belangstelling voor toneel werd gewekt en zo besloot hij later een toneelopleiding te gaan volgen.
Na de komst van de commerciële omroepen die en masse bekende Nederlanders bij de publieke omroepen 'opkochten', vond de publieke omroep TROS een nieuwe presentator in Kuizenga. Hij werd onder meer ingezet als presentator van het datingprogramma Op goed geluk (Blind Date). Hij was toen reeds bekend als aangever in de reclamespotjes van REAAL, samen met Rijk de Gooyer (Foutje, bedankt!). Daarnaast presenteerde Kuizenga onder andere het programma Te land, ter zee en in de lucht. In 1995 en 1996 speelde hij de hoofdrol in de 26 afleveringen van de TROS-comedy Ik ben je moeder niet. In het jaar 2000 tot 2002 speelde hij de hoofdrol in de TROS-comedy Verkeerd verbonden, ook had Kuizenga een bijrol in Medisch Centrum West.
In de zomer van 2006 presenteerde Kuizenga samen met Ad Janssen en Superster-winnares Angela Esajas het TROS-programma Zomeravondcafé. Op 29 augustus 2006 werd bekendgemaakt dat de presentator uit eigen initiatief bij de TROS vertrok.
In 2005 werd Ron Brandsteder ernstig ziek en werd Kuizenga door Joop van den Ende gevraagd om de rol van Brandsteder over te nemen in de shows van André van Duin.
In het seizoen 2009/2010 speelde Kuizenga samen met Mary-Lou van Stenis in Bedgeheimen. Hiermee toerden ze langs theaters in Nederland en België. In maart 2013 werd hij hoofdredacteur bij RTV Amstelveen. Een jaar later speelde hij mee in het televisieprogramma Ik ben een ster, haal me hier uit!.
In 2013 speelde hij mee in het EO-programma De Pelgrimscode, dat hij ook wist te winnen.
Vanaf 2016 was Kuizenga te zien op de streekomroep WOS Media in het programma De pitch, waarin ondernemers hun plan pitchen aan een Westlandse jury.

## Filmografie

### Film
- Ciske de Rat (1984) - Man in café
- Flodder (1986) - Jonge officier
- Honneponnetje (1988) - Motoragent
- Sinterklaas en het Raadsel van 5 December (2011) - Pendulepiet
- Sinterklaas en de Pepernoten Chaos (2013) - Pendulepiet[1]

### Televisie

#### Als presentator
TROS
- Blind Date (1993-1996, 1999)
- Hallo! Met Bert (1995)
- Het Aanzoek (1996)
- Miss Beautiful Black (1996)
- Feest! (1997)
- De familie van het jaar (1998-1999)
- Te land, ter zee en in de lucht (1998-2006)
- TROS Aktua in Bedrijf (1998-1999)
- Lunch Tv (2001-2003)
- Binnenstebuiten (2002)
- Het Nederlandse muziekfeest (2002)
- Cover Top 100 (2002)
- Open Huis (2003)
- Tros Middagmagazine (2003-2004)
- Tafel van Twee (2004-2005)
- Zomeravondcafé (2006)

RTL 5
- Lifestyle Xperience (2010)

RTL 7
- De Succesfactor (2012-2017)
- Business aan tafel (2015-2017)
- Ondernemend Nederland (2013)

WOS
- De pitch (2016)

RTL 4
- Hoe Maakt U Het? (2017-2022)
- RonReizen (2021-2022)

Omroep MAX
- 1 Euro Per Gesprek (2022, 2023)

#### Als acteur
- Zeg 'ns Aaa (VARA, 1990) - Schipper Alex/ Greenpeace medewerker
- Vrienden voor het leven (RTL4, 1991) - dokter
- Goede tijden, slechte tijden (RTL 4, 1990 & 2017/2018) - Gerrit Spaan (1990)/ Tom (2017/2018)
- 12 steden, 13 ongelukken (VARA, 1990 & 1991) - Peter Verhoeven (1990)/ Ben (1991)
- Spijkerhoek (RTL4, 1991) - Arts
- Oppassen!!! (VARA, 1992)) - Dokter Jaap van der Wou
- Vrouwenvleugel (RTL 4, 1993-1994) - Dr. Frits de Groot
- Ik ben je moeder niet (TROS, 1995-1996) - Fred Kuitman
- Goudkust (SBS6, 1999) - zichzelf
- Verkeerd verbonden (TROS, 2000-2002) - Paul van Dungen
- Flikken Maastricht (AVROTROS, afleveringen 2 en 4, 2015) - Theo Boerma
- Goede tijden, slechte tijden (RTL 4, 2017–2018) - Tom

#### Overig
- De Pelgrimscode, winnaar (EO, 2013)
- Ik ben een ster, haal me hier uit! (RTL 5, 2014)
- Wie ben ik? (RTL 4, 2019)

## Theater
- André van Duin Jubileumshow (2004/2005)
- Bedgeheimen (2009/2010) - Otto

### Bestseller 60
| Boeken met noteringen in de Nederlandse Bestseller 60 | Jaar van verschijnen | Datum van binnenkomst | Hoogste positie | Aantal weken | Opmerkingen                   |
| ----------------------------------------------------- | -------------------- | --------------------- | --------------- | ------------ | ----------------------------- |
| Gewoon André                                          | 2021                 | 10-11-2021            | 3               | 8            | biografie over André van Duin |